# 조기 (조선)
조기(趙琦, ? ~ 1395년)는 고려 말 조선 초의 무신이다. 군호는 은천군(銀川君), 시호는 충위(忠魏)이다. 본관은 배천(白川)이다. 군졸로서 벼슬을 시작하여, 최영 휘하에서 판도판서(版圖判書)까지 지냈다. 1392년 7월 17일 조선 개국에 참여하여 개국 2등공신에 책록되고 동지중추원사(同知中樞院事)에 제수되었다. 1395년, 등창이 발병하여 25일 정도 투병하다 죽었다. 아들은 조순화(趙順和) 하나를 두었다.